# توسايان (أريزونا)
توسايان (بالإنجليزية: Tusayan, Arizona)‏ هي بلدة تقع في مقاطعة كوكونينو، أريزونا بولاية أريزونا في الولايات المتحدة. تأسست عام 2010، تبلغ مساحتها 0.58 (كم²)، وترتفع عن سطح البحر 2015 م، بلغ عدد سكانها 555 نسمة في عام 2010 حسب إحصاء مكتب تعداد الولايات المتحدة .

## وصلات خارجية
- http://tusayan-az.gov/
- The US50 - Cities and Towns in Arizona State
- Arizona Cities and Towns, Facts, Map, Flag, Colleges, Government, and More